# Elecciones presidenciales de Francia de 1953
La elección del Presidente de Francia de 1953 se realizó por elección indirecta, en diciembre de 1953. Todos los miembros del Parlamento de Francia (diputados y senadores) votaron para elegir al segundo presidente de la Cuarta República.
René Coty fue elegido después de trece rondas de votación

## Resultados

### Primera ronda
| Candidato | Candidato              | Partido                                        | Votos | %      |
| --------- | ---------------------- | ---------------------------------------------- | ----- | ------ |
|           | Marcel-Edmond Naegelen | Sección Francesa de la Internacional Obrera    | 160   | 17.24% |
|           | Joseph Laniel          | Centro Nacional de Independientes y Campesinos | 155   | 16.70% |
|           | Georges Bidault        | Movimiento Republicano Popular                 | 131   | 14.12% |
|           | Yvon Delbos            | Partido Radical                                | 129   | 13.90% |
|           | Paul-Jacques Kalb      | Reagrupamiento del Pueblo Francés              | 114   | 12.28% |
|           | Marcel Cachin          | Partido Comunista Francés                      | 113   | 12.18% |
|           | Jacques Fourcade       | Centro Nacional de Independientes y Campesinos | 62    | 6.68%  |
|           | Jean Medecin           | Radicales Independientes                       | 54    | 5.52%  |
|           |                        | Otros                                          | 10    | 1.08%  |

### Segunda ronda
| Candidato | Candidato              | Partido                                        | Votos | %      |
| --------- | ---------------------- | ---------------------------------------------- | ----- | ------ |
|           | Marcel-Edmond Naegelen | Sección Francesa de la Internacional Obrera    | 299   | 32.57% |
|           | Joseph Laniel          | Centro Nacional de Independientes y Campesinos | 276   | 30.07% |
|           | Yvon Delbos            | Partido Radical                                | 180   | 19.60% |
|           | Georges Bidault        | Movimiento Republicano Popular                 | 143   | 15.58% |
|           |                        | Otros                                          | 20    | 2.18%  |

### Tercera ronda
| Candidato | Candidato       | Partido                                        | Votos | %      |
| --------- | --------------- | ---------------------------------------------- | ----- | ------ |
|           | Joseph Laniel   | Centro Nacional de Independientes y Campesinos | 358   | 38.83% |
|           | Edmond Naegelen | Sección Francesa de la Internacional Obrera    | 313   | 33.95% |
|           | Yvon Delbos     | Partido Radical                                | 225   | 24.40% |
|           |                 | Otros                                          | 26    | 2.82%  |

### Cuarta ronda
| Candidato | Candidato       | Partido                                        | Votos | %      |
| --------- | --------------- | ---------------------------------------------- | ----- | ------ |
|           | Joseph Laniel   | Centro Nacional de Independientes y Campesinos | 408   | 44.44% |
|           | Edmond Naegelen | Sección Francesa de la Internacional Obrera    | 344   | 37.47% |
|           | Jean Medecin    | Radicales Independientes                       | 45    | 4.90%  |
|           | Yvon Delbos     | Partido Radical                                | 42    | 4.58%  |
|           | André Cornu     | Partido Radical                                | 35    | 3.81%  |
|           |                 | Otros                                          | 44    | 4.79%  |

### Quinta ronda
| Candidato | Candidato       | Partido                                        | Votos | %      |
| --------- | --------------- | ---------------------------------------------- | ----- | ------ |
|           | Joseph Laniel   | Centro Nacional de Independientes y Campesinos | 374   | 40.61% |
|           | Edmond Naegelen | Sección Francesa de la Internacional Obrera    | 312   | 33.88% |
|           | Jean Medecin    | Radicales Independientes                       | 197   | 22.31% |
|           |                 | Otros                                          | 38    | 4.13%  |

### Sexta ronda
| Candidato | Candidato       | Partido                                        | Votos | %      |
| --------- | --------------- | ---------------------------------------------- | ----- | ------ |
|           | Joseph Laniel   | Centro Nacional de Independientes y Campesinos | 397   | 43.87% |
|           | Edmond Naegelen | Sección Francesa de la Internacional Obrera    | 306   | 33.81% |
|           | Jean Medecin    | Radicales Independientes                       | 171   | 18.90% |
|           |                 | Otros                                          | 31    | 3.43%  |

### Séptima ronda
| Candidato | Candidato       | Partido                                        | Votos | %      |
| --------- | --------------- | ---------------------------------------------- | ----- | ------ |
|           | Joseph Laniel   | Centro Nacional de Independientes y Campesinos | 407   | 44.47% |
|           | Edmond Naegelen | Sección Francesa de la Internacional Obrera    | 303   | 33.33% |
|           | Jean Medecin    | Radicales Independientes                       | 156   | 17.16% |
|           |                 | Otros                                          | 43    | 4.73%  |

### Octava ronda
| Candidato | Candidato       | Partido                                        | Votos | %      |
| --------- | --------------- | ---------------------------------------------- | ----- | ------ |
|           | Joseph Laniel   | Centro Nacional de Independientes y Campesinos | 430   | 47.30% |
|           | Edmond Naegelen | Sección Francesa de la Internacional Obrera    | 381   | 41.91% |
|           | Antoine Pinay   | Centro Nacional de Independientes y Campesinos | 25    | 2.75%  |
|           | Louis Jacquinot | Centro Nacional de Independientes y Campesinos | 14    | 1.54%  |
|           |                 | Otros                                          | 53    | 5.83%  |

### Novena ronda
| Candidato | Candidato       | Partido                                        | Votos | %      |
| --------- | --------------- | ---------------------------------------------- | ----- | ------ |
|           | Joseph Laniel   | Centro Nacional de Independientes y Campesinos | 413   | 45.43% |
|           | Edmond Naegelen | Sección Francesa de la Internacional Obrera    | 365   | 40.15% |
|           | Pierre Montel   | Centro Nacional de Independientes y Campesinos | 103   | 11.33% |
|           |                 | Otros                                          | 28    | 3.08%  |

### Décima ronda
| Candidato | Candidato       | Partido                                        | Votos | %      |
| --------- | --------------- | ---------------------------------------------- | ----- | ------ |
|           | Joseph Laniel   | Centro Nacional de Independientes y Campesinos | 392   | 45.21% |
|           | Edmond Naegelen | Sección Francesa de la Internacional Obrera    | 358   | 41.29% |
|           | Pierre Montel   | Centro Nacional de Independientes y Campesinos | 84    | 9.69%  |
|           |                 | Otros                                          | 33    | 3.81%  |

### Undécima ronda
| Candidato | Candidato       | Partido                                        | Votos | %      |
| --------- | --------------- | ---------------------------------------------- | ----- | ------ |
|           | Edmond Naegelen | Sección Francesa de la Internacional Obrera    | 372   | 42.27% |
|           | Louis Jacquinot | Centro Nacional de Independientes y Campesinos | 338   | 38.41% |
|           | René Coty       | Centro Nacional de Independientes y Campesinos | 71    | 8.07%  |
|           |                 | Otros                                          | 99    | 11.25% |

### Duodécima ronda
| Candidato | Candidato       | Partido                                        | Votos | %      |
| --------- | --------------- | ---------------------------------------------- | ----- | ------ |
|           | René Coty       | Centro Nacional de Independientes y Campesinos | 431   | 48.87% |
|           | Edmond Naegelen | Sección Francesa de la Internacional Obrera    | 333   | 37.76% |
|           | Louis Jacquinot | Centro Nacional de Independientes y Campesinos | 26    | 2.95%  |
|           |                 | Otros                                          | 92    | 10.43% |

### Decimotercera ronda
| Candidato | Candidato       | Partido                                        | Votos | %      |
| --------- | --------------- | ---------------------------------------------- | ----- | ------ |
|           | René Coty       | Centro Nacional de Independientes y Campesinos | 477   | 54.76% |
|           | Edmond Naegelen | Sección Francesa de la Internacional Obrera    | 329   | 37.77% |
|           | Louis Jacquinot | Centro Nacional de Independientes y Campesinos | 21    | 2.41%  |
|           |                 | Otros                                          | 44    | 5.05%  |

- Datos: Q3586569